# Nesbygda
Nesbygda es un área urbana o barrio (en noruego, tettsted) del municipio de Drammen, situado en la provincia de Viken, Noruega. Tiene una población estimada, a inicios de 2022, de 1020 habitantes.